# ディックソン・マニュファクチュアリング

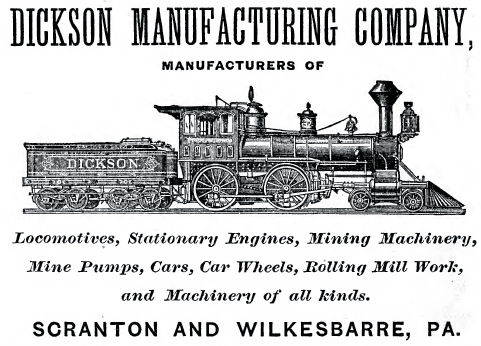
1870年代のディックソンの広告

ディックソン・マニュファクチュアリング(Dickson Manufacturing Company)は、19世紀のアメリカ合衆国に存在した、ボイラーや蒸気機関のメーカーである。特に蒸気機関車の製造により知られている。

## 概要
1856年にトーマス・ディックソン(Thomas Dickson)がペンシルベニア州のスクラントンに設立した。本社と店舗をスクラントンのペン・ストリートに構えた。その他にもスクラントンに機関車工場であるクリフ工場を、ウィルクスバリとニューヨークにも事務所を置いた。しかし、開業から合併までの45年間の総生産両数は1,000両程度であり、比較的小規模なメーカーであった。晩年には、構内用の圧縮空気機関車の製造で知られた。
1901年、ディックソン・マニュファクチュアリングは、他の機関車メーカー7社と合同し、アメリカン・ロコモティブ（アルコ）を設立した。アルコは、1909年にディックソン工場での機関車生産を止めた。

## 保存機関車
アルコへの併合前のディックソン製の機関車で、保存されているのは、次のとおりである。また、蒸気動力の鉱山ケーブルホイストもデザインしている。

## 日本との関わり

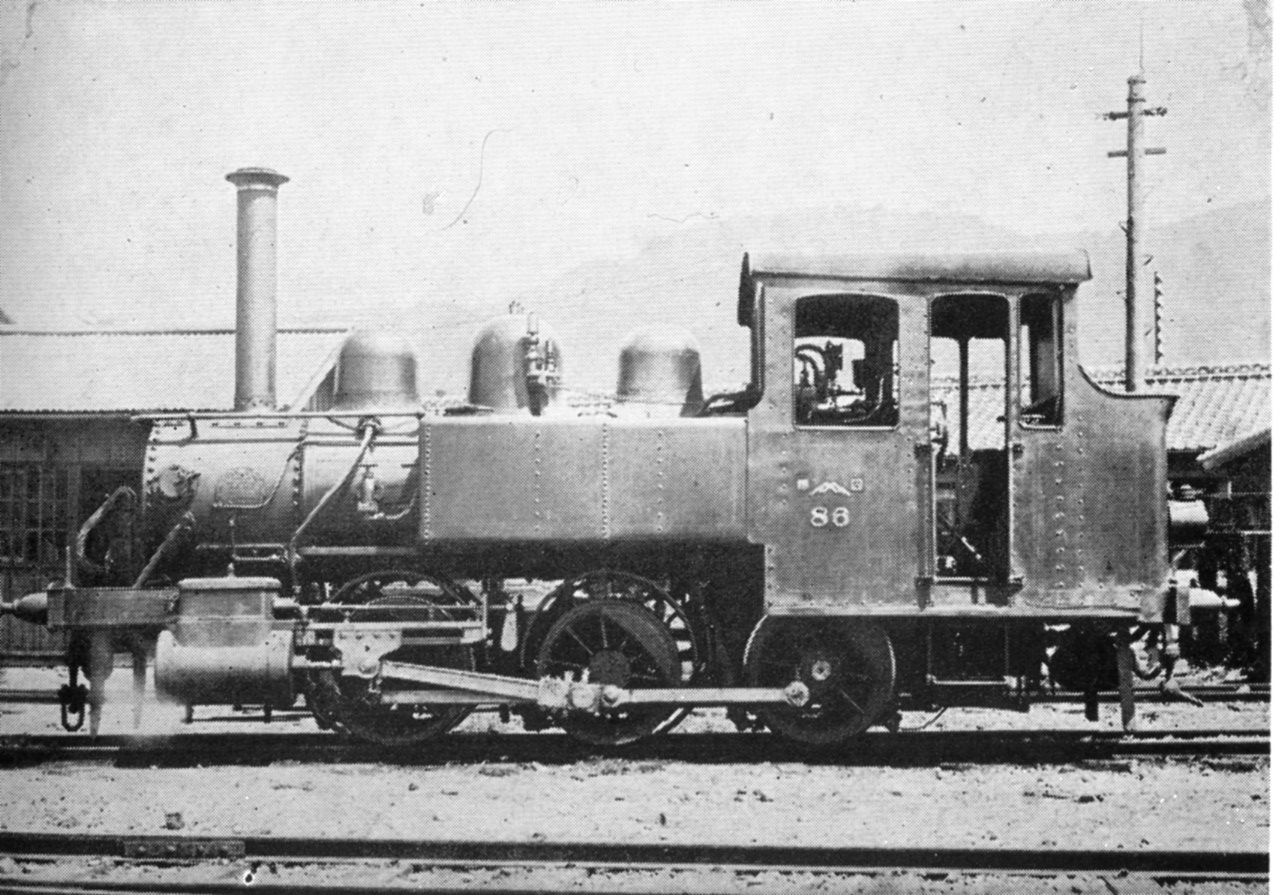
山陽鉄道86→鉄道院1020

日本に輸入されたディックソン製の機関車は、1898年（明治31年）に山陽鉄道が入換用に導入した車軸配置0-6-0(C)形の小形タンク機関車2両（製造番号 987, 988。社番号 86, 87）があるのみである。この機関車は、1906年（明治39年）に国有化され1020形となったが、すぐに払下げられ、私鉄や専用鉄道を転々としながら1960年代まで使用された。